# غلطة سراي لكرة السلة
غلطة سراي لكرة السلة (بالإنجليزية: Galatasaray S.K.)‏ هو فريق كرة سلة تركي تأسس في 1911 يقع في إسطنبول، تركيا. يلعب في الدوري الأوروبي لكرة السلة والدوري التركي لكرة السلة.

## وصلات خارجية
- الموقع الإلكتروني